# Феофисция черноватая
Феофи́сция черноватая (лат. Phaeophyscia nigricans)  — вид лишайников рода Феофисция (Phaeophyscia) семейства Фисциевые (Physciaceae).

## Описание
Таллом почти кустистый, редко листоватый, очень мелкий, обычно до 1 см в диаметре, редко крупнее, розетковидный, часто несколько талломов сливаются вместе; с гранулярными или соредиевидными изидиями. Лопасти обычно очень узкие, 0,05–0,3 мм ширины, кустистые и приподнятые вверх, либо 0,2–0,5(1,0) мм ширины, листоватые, вогнутые, более или менее сильно рассечённые и на концах торчащие вверх. Изидии гранулярные, со временем распадающиеся, становятся соредиеподобными. Верхняя поверхность серовато-коричневатая, коричневая (во влажном состоянии серо-зелёная). Сердцевина беловатая. Нижняя поверхность беловатая, розоватая или светло-коричневато-белая; с простыми светлыми, одного цвета с нижней поверхностью, редкими ризинами.
Апотеции редки, мелкие, 0,5–1,0(1,5) мм в диаметре; диск коричневатый. Споры (15)17–22(24)×6–10 мкм.
Пикнидии редкие, погружённые.
Фотобионт — зелёные водоросли.

### Химический состав
Вторичные метаболиты отсутствуют.

## Среда обитания и распространение
На коре деревьев лиственных пород (преимущественно широколиственных и осине), реже на известняках или старом бетоне.
Вид распространён в России в зоне широколиственных и хвойно-широколиственных лесов, а также в степной, редко в таёжной зоне, а также в Европе, умеренной и тропической зонах Азии, Северной Америке (включая Мексику), арктической зоне.

## Таксономия

### Синонимы
- Lecanora nigricans Flörke, 1821 basionym
- Parmelia obscura f. sciastrella Nyl., 1873
- Physcia nigricans (Flörke) Stizenb., 1882
- Physcia nigricans f. tremulicola (Nyl.) Maas Geest., 1952
- Physcia nigricans var. sciastrella (Nyl.) Lynge, 1935
- Physcia nigricans var. tremulicola (Nyl.) Lynge, 1935
- Physcia sciastrella (Nyl.) Harm., 1874
- Physcia tremulicola Nyl., 1874
- Physcia tribacella Nyl., 1874